# 1965年のワールドシリーズ
1965年の野球において、メジャーリーグベースボール（MLB）優勝決定戦の第62回ワールドシリーズ（英語: 62nd World Series）は、10月6日から14日にかけて計7試合が開催された。その結果、ロサンゼルス・ドジャース（ナショナルリーグ）がミネソタ・ツインズ（アメリカンリーグ）を4勝3敗で下し、2年ぶり4回目の優勝を果たした。
両チームの対戦はシリーズ史上初めて。ツインズは、前回のシリーズ出場時はワシントンD.C.を本拠地都市とする "ワシントン・セネターズ" として活動しており、ミネソタ州に移転してツインズとなってからは今回が初のシリーズ出場だった。シリーズMVPには、3試合24.0イニングで2勝1敗・防御率0.38という成績を残したドジャースのサンディー・コーファックスが、2年前の前回優勝時に続いて選出された。ユダヤ系アメリカ人のコーファックスは、ユダヤ教の祭日 "ヨム・キプル" と日付が重なる第1戦の登板を見送ったため、第2戦・第5戦・第7戦と8日間で3先発しており、第7戦で完封勝利を挙げたあとには「100歳になったみたいだ」と疲労感を吐露している。

## 試合結果
1965年のワールドシリーズは10月6日に開幕し、途中に移動日を挟んで9日間で7試合が行われた。日程・結果は以下の通り。
| 日付                                                    | 試合  | ビジター球団（先攻）     | スコア | ホーム球団（後攻）       | 開催球場                   | 開催球場                                       |
| ------------------------------------------------------- | ----- | ------------------------ | ------ | ------------------------ | -------------------------- | ---------------------------------------------- |
| 10月06日（水）                                          | 第1戦 | ロサンゼルス・ドジャース | 2－8   | ミネソタ・ツインズ       | メトロポリタン・スタジアム | メトロポリタン・スタジアムドジャー・スタジアム |
| 10月07日（木）                                          | 第2戦 | ロサンゼルス・ドジャース | 1－5   | ミネソタ・ツインズ       | メトロポリタン・スタジアム | メトロポリタン・スタジアムドジャー・スタジアム |
| 10月08日（金）                                          |       | 移動日                   | 移動日 | 移動日                   |                            | メトロポリタン・スタジアムドジャー・スタジアム |
| 10月09日（土）                                          | 第3戦 | ミネソタ・ツインズ       | 0－4   | ロサンゼルス・ドジャース | ドジャー・スタジアム       | メトロポリタン・スタジアムドジャー・スタジアム |
| 10月10日（日）                                          | 第4戦 | ミネソタ・ツインズ       | 2－7   | ロサンゼルス・ドジャース | ドジャー・スタジアム       | メトロポリタン・スタジアムドジャー・スタジアム |
| 10月11日（月）                                          | 第5戦 | ミネソタ・ツインズ       | 0－7   | ロサンゼルス・ドジャース | ドジャー・スタジアム       | メトロポリタン・スタジアムドジャー・スタジアム |
| 10月12日（火）                                          |       | 移動日                   | 移動日 | 移動日                   |                            | メトロポリタン・スタジアムドジャー・スタジアム |
| 10月13日（水）                                          | 第6戦 | ロサンゼルス・ドジャース | 1－5   | ミネソタ・ツインズ       | メトロポリタン・スタジアム | メトロポリタン・スタジアムドジャー・スタジアム |
| 10月14日（木）                                          | 第7戦 | ロサンゼルス・ドジャース | 2－0   | ミネソタ・ツインズ       | メトロポリタン・スタジアム | メトロポリタン・スタジアムドジャー・スタジアム |
| 優勝：ロサンゼルス・ドジャース（4勝3敗 / 2年ぶり4度目） |       |                          |        |                          |                            | メトロポリタン・スタジアムドジャー・スタジアム |

### 第1戦 10月6日
- メトロポリタン・スタジアム（ミネソタ州ブルーミントン）

|                          | 1 | 2 | 3 | 4 | 5 | 6 | 7 | 8 | 9 | R | H  | E |
| ------------------------ | - | - | - | - | - | - | - | - | - | - | -- | - |
| ロサンゼルス・ドジャース | 0 | 1 | 0 | 0 | 0 | 0 | 0 | 0 | 1 | 2 | 10 | 1 |
| ミネソタ・ツインズ       | 0 | 1 | 6 | 0 | 0 | 1 | 0 | 0 | X | 8 | 10 | 0 |

1. 勝利：マッドキャット・グラント（1勝）
2. 敗戦：ドン・ドライスデール（1敗）
3. 本塁打
LAD：ロン・フェアリー1号ソロ
MIN：ドン・ミンチャー1号ソロ、ソイロ・ベルサイエス1号3ラン
4. 審判
［球審］エディ・ハーリー（AL）
［塁審］一塁: トニー・ベンゾン（NL）、二塁: レッド・フラハーティ（AL）、三塁: エド・スドル（NL）
［外審］左翼: ボブ・スチュワート（AL）、右翼: エド・バーゴ（NL）
5. 試合時間: 2時間29分  観客: 4万7797人
詳細: MLB.com Gameday / Baseball-Reference.com

| ロサンゼルス・ドジャース | ロサンゼルス・ドジャース | ロサンゼルス・ドジャース | ロサンゼルス・ドジャース | ロサンゼルス・ドジャース                                                                                            | ミネソタ・ツインズ | ミネソタ・ツインズ | ミネソタ・ツインズ | ミネソタ・ツインズ | ミネソタ・ツインズ                                                                                                 |
| ------------------------ | ------------------------ | ------------------------ | ------------------------ | --- | ------------------ | ------------------ | ------------------ | ------------------ | --- |
| 打順                     | 守備                     | 選手                     | 打席                     | D・ドライスデールJ・ローズボロW・パーカーJ・ラフィーバーJ・ギリアムM・ウィルスL・ジョンソンW・デービスR・フェアリー | 打順               | 守備               | 選手               | 打席               | M・グラントE・バッティD・ミンチャーF・クイリーチH・キルブルーZ・ベルサイエスS・バルデス · ピーノJ・ホールT・オリバ |
| 1                        | 遊                       | M・ウィルス              | 両                       | D・ドライスデールJ・ローズボロW・パーカーJ・ラフィーバーJ・ギリアムM・ウィルスL・ジョンソンW・デービスR・フェアリー | 1                  | 遊                 | Z・ベルサイエス    | 右                 | M・グラントE・バッティD・ミンチャーF・クイリーチH・キルブルーZ・ベルサイエスS・バルデス · ピーノJ・ホールT・オリバ |
| 2                        | 三                       | J・ギリアム              | 両                       | D・ドライスデールJ・ローズボロW・パーカーJ・ラフィーバーJ・ギリアムM・ウィルスL・ジョンソンW・デービスR・フェアリー | 2                  | 左                 | S・バルデスピーノ  | 左                 | M・グラントE・バッティD・ミンチャーF・クイリーチH・キルブルーZ・ベルサイエスS・バルデス · ピーノJ・ホールT・オリバ |
| 3                        | 中                       | W・デービス              | 左                       | D・ドライスデールJ・ローズボロW・パーカーJ・ラフィーバーJ・ギリアムM・ウィルスL・ジョンソンW・デービスR・フェアリー | 3                  | 右                 | T・オリバ          | 左                 | M・グラントE・バッティD・ミンチャーF・クイリーチH・キルブルーZ・ベルサイエスS・バルデス · ピーノJ・ホールT・オリバ |
| 4                        | 右                       | R・フェアリー            | 左                       | D・ドライスデールJ・ローズボロW・パーカーJ・ラフィーバーJ・ギリアムM・ウィルスL・ジョンソンW・デービスR・フェアリー | 4                  | 三                 | H・キルブルー      | 右                 | M・グラントE・バッティD・ミンチャーF・クイリーチH・キルブルーZ・ベルサイエスS・バルデス · ピーノJ・ホールT・オリバ |
| 5                        | 左                       | L・ジョンソン            | 右                       | D・ドライスデールJ・ローズボロW・パーカーJ・ラフィーバーJ・ギリアムM・ウィルスL・ジョンソンW・デービスR・フェアリー | 5                  | 中                 | J・ホール          | 左                 | M・グラントE・バッティD・ミンチャーF・クイリーチH・キルブルーZ・ベルサイエスS・バルデス · ピーノJ・ホールT・オリバ |
| 6                        | 二                       | J・ラフィーバー          | 両                       | D・ドライスデールJ・ローズボロW・パーカーJ・ラフィーバーJ・ギリアムM・ウィルスL・ジョンソンW・デービスR・フェアリー | 6                  | 一                 | D・ミンチャー      | 左                 | M・グラントE・バッティD・ミンチャーF・クイリーチH・キルブルーZ・ベルサイエスS・バルデス · ピーノJ・ホールT・オリバ |
| 7                        | 一                       | W・パーカー              | 両                       | D・ドライスデールJ・ローズボロW・パーカーJ・ラフィーバーJ・ギリアムM・ウィルスL・ジョンソンW・デービスR・フェアリー | 7                  | 捕                 | E・バッティ        | 右                 | M・グラントE・バッティD・ミンチャーF・クイリーチH・キルブルーZ・ベルサイエスS・バルデス · ピーノJ・ホールT・オリバ |
| 8                        | 捕                       | J・ローズボロ            | 左                       | D・ドライスデールJ・ローズボロW・パーカーJ・ラフィーバーJ・ギリアムM・ウィルスL・ジョンソンW・デービスR・フェアリー | 8                  | 二                 | F・クイリーチ      | 右                 | M・グラントE・バッティD・ミンチャーF・クイリーチH・キルブルーZ・ベルサイエスS・バルデス · ピーノJ・ホールT・オリバ |
| 9                        | 投                       | D・ドライスデール        | 右                       | D・ドライスデールJ・ローズボロW・パーカーJ・ラフィーバーJ・ギリアムM・ウィルスL・ジョンソンW・デービスR・フェアリー | 9                  | 投                 | M・グラント        | 右                 | M・グラントE・バッティD・ミンチャーF・クイリーチH・キルブルーZ・ベルサイエスS・バルデス · ピーノJ・ホールT・オリバ |
| 先発投手                 | 先発投手                 | 先発投手                 | 投球                     | D・ドライスデールJ・ローズボロW・パーカーJ・ラフィーバーJ・ギリアムM・ウィルスL・ジョンソンW・デービスR・フェアリー | 先発投手           | 先発投手           | 先発投手           | 投球               | M・グラントE・バッティD・ミンチャーF・クイリーチH・キルブルーZ・ベルサイエスS・バルデス · ピーノJ・ホールT・オリバ |
| D・ドライスデール        | D・ドライスデール        | D・ドライスデール        | 右                       | D・ドライスデールJ・ローズボロW・パーカーJ・ラフィーバーJ・ギリアムM・ウィルスL・ジョンソンW・デービスR・フェアリー | M・グラント        | M・グラント        | M・グラント        | 右                 | M・グラントE・バッティD・ミンチャーF・クイリーチH・キルブルーZ・ベルサイエスS・バルデス · ピーノJ・ホールT・オリバ |

2回にドジャースとツインズがそれぞれソロ本塁打で得点を挙げ、1－1とする。3回裏、ツインズは無死一・三塁からソイロ・ベルサイエスに3点本塁打が出て勝ち越し、さらにドン・ドライスデールを攻め立て二死満塁とすると、アール・バッティとフランク・クイリーチの連続適時打で3点を追加しドライスデールを降板に追い込む。マッドキャット・グラントは9回表に1点を失うが完投し、ツインズがまず1勝した。

### 第2戦 10月7日
- メトロポリタン・スタジアム（ミネソタ州ブルーミントン）

|                          | 1 | 2 | 3 | 4 | 5 | 6 | 7 | 8 | 9 | R | H | E |
| ------------------------ | - | - | - | - | - | - | - | - | - | - | - | - |
| ロサンゼルス・ドジャース | 0 | 0 | 0 | 0 | 0 | 0 | 1 | 0 | 0 | 1 | 7 | 3 |
| ミネソタ・ツインズ       | 0 | 0 | 0 | 0 | 0 | 2 | 1 | 2 | X | 5 | 9 | 0 |

1. 勝利：ジム・カート（1勝）
2. 敗戦：サンディー・コーファックス（1敗）
3. 審判
［球審］トニー・ベンゾン（NL）
［塁審］一塁: レッド・フラハーティ（AL）、二塁: エド・スドル（NL）、三塁: ボブ・スチュワート（AL）
［外審］左翼: エド・バーゴ（NL）、右翼: エディ・ハーリー（AL）
4. 試合時間: 2時間13分  観客: 4万8700人
詳細: MLB.com Gameday / Baseball-Reference.com

| ロサンゼルス・ドジャース | ロサンゼルス・ドジャース | ロサンゼルス・ドジャース | ロサンゼルス・ドジャース | ロサンゼルス・ドジャース                                                                                            | ミネソタ・ツインズ | ミネソタ・ツインズ | ミネソタ・ツインズ | ミネソタ・ツインズ | ミネソタ・ツインズ                                                                                        |
| ------------------------ | ------------------------ | ------------------------ | ------------------------ | --- | ------------------ | ------------------ | ------------------ | ------------------ | --- |
| 打順                     | 守備                     | 選手                     | 打席                     | S・コーファックスJ・ローズボロW・パーカーJ・ラフィーバーJ・ギリアムM・ウィルスL・ジョンソンW・デービスR・フェアリー | 打順               | 守備               | 選手               | 打席               | J・カートE・バッティD・ミンチャーF・クイリーチH・キルブルーZ・ベルサイエスB・アリソンJ・ノセックT・オリバ |
| 1                        | 遊                       | M・ウィルス              | 両                       | S・コーファックスJ・ローズボロW・パーカーJ・ラフィーバーJ・ギリアムM・ウィルスL・ジョンソンW・デービスR・フェアリー | 1                  | 遊                 | Z・ベルサイエス    | 右                 | J・カートE・バッティD・ミンチャーF・クイリーチH・キルブルーZ・ベルサイエスB・アリソンJ・ノセックT・オリバ |
| 2                        | 三                       | J・ギリアム              | 両                       | S・コーファックスJ・ローズボロW・パーカーJ・ラフィーバーJ・ギリアムM・ウィルスL・ジョンソンW・デービスR・フェアリー | 2                  | 中                 | J・ノセック        | 右                 | J・カートE・バッティD・ミンチャーF・クイリーチH・キルブルーZ・ベルサイエスB・アリソンJ・ノセックT・オリバ |
| 3                        | 中                       | W・デービス              | 左                       | S・コーファックスJ・ローズボロW・パーカーJ・ラフィーバーJ・ギリアムM・ウィルスL・ジョンソンW・デービスR・フェアリー | 3                  | 右                 | T・オリバ          | 左                 | J・カートE・バッティD・ミンチャーF・クイリーチH・キルブルーZ・ベルサイエスB・アリソンJ・ノセックT・オリバ |
| 4                        | 左                       | L・ジョンソン            | 右                       | S・コーファックスJ・ローズボロW・パーカーJ・ラフィーバーJ・ギリアムM・ウィルスL・ジョンソンW・デービスR・フェアリー | 4                  | 三                 | H・キルブルー      | 右                 | J・カートE・バッティD・ミンチャーF・クイリーチH・キルブルーZ・ベルサイエスB・アリソンJ・ノセックT・オリバ |
| 5                        | 右                       | R・フェアリー            | 左                       | S・コーファックスJ・ローズボロW・パーカーJ・ラフィーバーJ・ギリアムM・ウィルスL・ジョンソンW・デービスR・フェアリー | 5                  | 捕                 | E・バッティ        | 右                 | J・カートE・バッティD・ミンチャーF・クイリーチH・キルブルーZ・ベルサイエスB・アリソンJ・ノセックT・オリバ |
| 6                        | 二                       | J・ラフィーバー          | 両                       | S・コーファックスJ・ローズボロW・パーカーJ・ラフィーバーJ・ギリアムM・ウィルスL・ジョンソンW・デービスR・フェアリー | 6                  | 左                 | B・アリソン        | 右                 | J・カートE・バッティD・ミンチャーF・クイリーチH・キルブルーZ・ベルサイエスB・アリソンJ・ノセックT・オリバ |
| 7                        | 一                       | W・パーカー              | 両                       | S・コーファックスJ・ローズボロW・パーカーJ・ラフィーバーJ・ギリアムM・ウィルスL・ジョンソンW・デービスR・フェアリー | 7                  | 一                 | D・ミンチャー      | 左                 | J・カートE・バッティD・ミンチャーF・クイリーチH・キルブルーZ・ベルサイエスB・アリソンJ・ノセックT・オリバ |
| 8                        | 捕                       | J・ローズボロ            | 左                       | S・コーファックスJ・ローズボロW・パーカーJ・ラフィーバーJ・ギリアムM・ウィルスL・ジョンソンW・デービスR・フェアリー | 8                  | 二                 | F・クイリーチ      | 右                 | J・カートE・バッティD・ミンチャーF・クイリーチH・キルブルーZ・ベルサイエスB・アリソンJ・ノセックT・オリバ |
| 9                        | 投                       | S・コーファックス        | 右                       | S・コーファックスJ・ローズボロW・パーカーJ・ラフィーバーJ・ギリアムM・ウィルスL・ジョンソンW・デービスR・フェアリー | 9                  | 投                 | J・カート          | 左                 | J・カートE・バッティD・ミンチャーF・クイリーチH・キルブルーZ・ベルサイエスB・アリソンJ・ノセックT・オリバ |
| 先発投手                 | 先発投手                 | 先発投手                 | 投球                     | S・コーファックスJ・ローズボロW・パーカーJ・ラフィーバーJ・ギリアムM・ウィルスL・ジョンソンW・デービスR・フェアリー | 先発投手           | 先発投手           | 先発投手           | 投球               | J・カートE・バッティD・ミンチャーF・クイリーチH・キルブルーZ・ベルサイエスB・アリソンJ・ノセックT・オリバ |
| S・コーファックス        | S・コーファックス        | S・コーファックス        | 左                       | S・コーファックスJ・ローズボロW・パーカーJ・ラフィーバーJ・ギリアムM・ウィルスL・ジョンソンW・デービスR・フェアリー | J・カート          | J・カート          | J・カート          | 左                 | J・カートE・バッティD・ミンチャーF・クイリーチH・キルブルーZ・ベルサイエスB・アリソンJ・ノセックT・オリバ |

ジム・カートとサンディー・コーファックスの両左腕の投げ合いで、5回終了時まで両軍とも無得点のまま。6回裏、ツインズは相手の失策から一死三塁とすると、トニー・オリバとハーモン・キルブルーに連続適時打が出て2点を先制する。直後の7回、ドジャースは一死二・三塁から8番ジョン・ローズボロの右前打で1点を返し、なおも二・三塁で9番コーファックスの打順を迎えると、ドン・ドライスデールを代打に送った。ドライスデールはこの年、投手ながら打率.300・7本塁打を記録していたが、ここは三振に倒れた。続くモーリー・ウィルスも中飛で、ドジャースは追いつくことができず。その裏、ドジャースは2番手ロン・ペラノスキーの暴投で1点を失うと、続く8回には二死満塁から9番カートに2点適時打を打たれ、4点差に突き放された。カートは1失点で完投し、ツインズが本拠地で連勝した。

### 第3戦 10月9日
- ドジャー・スタジアム（カリフォルニア州ロサンゼルス）

|                          | 1 | 2 | 3 | 4 | 5 | 6 | 7 | 8 | 9 | R | H  | E |
| ------------------------ | - | - | - | - | - | - | - | - | - | - | -- | - |
| ミネソタ・ツインズ       | 0 | 0 | 0 | 0 | 0 | 0 | 0 | 0 | 0 | 0 | 5  | 0 |
| ロサンゼルス・ドジャース | 0 | 0 | 0 | 2 | 1 | 1 | 0 | 0 | X | 4 | 10 | 1 |

1. 勝利：クロード・オスティーン（1勝）
2. 敗戦：カミロ・パスカル（1敗）
3. 審判
［球審］レッド・フラハーティ（AL）
［塁審］一塁: エド・スドル（NL）、二塁: ボブ・スチュワート（AL）、三塁: エド・バーゴ（NL）
［外審］左翼: エディ・ハーリー（AL）、右翼: トニー・ベンゾン（NL）
4. 試合時間: 2時間6分  観客: 5万5934人
詳細: MLB.com Gameday / Baseball-Reference.com

| ミネソタ・ツインズ | ミネソタ・ツインズ | ミネソタ・ツインズ | ミネソタ・ツインズ | ミネソタ・ツインズ                                                                                          | ロサンゼルス・ドジャース | ロサンゼルス・ドジャース | ロサンゼルス・ドジャース | ロサンゼルス・ドジャース | ロサンゼルス・ドジャース                                                                                          |
| ------------------ | ------------------ | ------------------ | ------------------ | --- | ------------------------ | ------------------------ | ------------------------ | ------------------------ | --- |
| 打順               | 守備               | 選手               | 打席               | C・パスカルE・バッティD・ミンチャーF・クイリーチH・キルブルーZ・ベルサイエスB・アリソンJ・ノセックT・オリバ | 打順                     | 守備                     | 選手                     | 打席                     | C・オスティーンJ・ローズボロW・パーカーJ・ラフィーバーJ・ギリアムM・ウィルスL・ジョンソンW・デービスR・フェアリー |
| 1                  | 遊                 | Z・ベルサイエス    | 右                 | C・パスカルE・バッティD・ミンチャーF・クイリーチH・キルブルーZ・ベルサイエスB・アリソンJ・ノセックT・オリバ | 1                        | 遊                       | M・ウィルス              | 両                       | C・オスティーンJ・ローズボロW・パーカーJ・ラフィーバーJ・ギリアムM・ウィルスL・ジョンソンW・デービスR・フェアリー |
| 2                  | 中                 | J・ノセック        | 右                 | C・パスカルE・バッティD・ミンチャーF・クイリーチH・キルブルーZ・ベルサイエスB・アリソンJ・ノセックT・オリバ | 2                        | 三                       | J・ギリアム              | 両                       | C・オスティーンJ・ローズボロW・パーカーJ・ラフィーバーJ・ギリアムM・ウィルスL・ジョンソンW・デービスR・フェアリー |
| 3                  | 右                 | T・オリバ          | 左                 | C・パスカルE・バッティD・ミンチャーF・クイリーチH・キルブルーZ・ベルサイエスB・アリソンJ・ノセックT・オリバ | 3                        | 中                       | W・デービス              | 左                       | C・オスティーンJ・ローズボロW・パーカーJ・ラフィーバーJ・ギリアムM・ウィルスL・ジョンソンW・デービスR・フェアリー |
| 4                  | 三                 | H・キルブルー      | 右                 | C・パスカルE・バッティD・ミンチャーF・クイリーチH・キルブルーZ・ベルサイエスB・アリソンJ・ノセックT・オリバ | 4                        | 右                       | R・フェアリー            | 左                       | C・オスティーンJ・ローズボロW・パーカーJ・ラフィーバーJ・ギリアムM・ウィルスL・ジョンソンW・デービスR・フェアリー |
| 5                  | 捕                 | E・バッティ        | 右                 | C・パスカルE・バッティD・ミンチャーF・クイリーチH・キルブルーZ・ベルサイエスB・アリソンJ・ノセックT・オリバ | 5                        | 左                       | L・ジョンソン            | 右                       | C・オスティーンJ・ローズボロW・パーカーJ・ラフィーバーJ・ギリアムM・ウィルスL・ジョンソンW・デービスR・フェアリー |
| 6                  | 左                 | B・アリソン        | 右                 | C・パスカルE・バッティD・ミンチャーF・クイリーチH・キルブルーZ・ベルサイエスB・アリソンJ・ノセックT・オリバ | 6                        | 二                       | J・ラフィーバー          | 両                       | C・オスティーンJ・ローズボロW・パーカーJ・ラフィーバーJ・ギリアムM・ウィルスL・ジョンソンW・デービスR・フェアリー |
| 7                  | 一                 | D・ミンチャー      | 左                 | C・パスカルE・バッティD・ミンチャーF・クイリーチH・キルブルーZ・ベルサイエスB・アリソンJ・ノセックT・オリバ | 7                        | 一                       | W・パーカー              | 両                       | C・オスティーンJ・ローズボロW・パーカーJ・ラフィーバーJ・ギリアムM・ウィルスL・ジョンソンW・デービスR・フェアリー |
| 8                  | 二                 | F・クイリーチ      | 右                 | C・パスカルE・バッティD・ミンチャーF・クイリーチH・キルブルーZ・ベルサイエスB・アリソンJ・ノセックT・オリバ | 8                        | 捕                       | J・ローズボロ            | 左                       | C・オスティーンJ・ローズボロW・パーカーJ・ラフィーバーJ・ギリアムM・ウィルスL・ジョンソンW・デービスR・フェアリー |
| 9                  | 投                 | C・パスカル        | 右                 | C・パスカルE・バッティD・ミンチャーF・クイリーチH・キルブルーZ・ベルサイエスB・アリソンJ・ノセックT・オリバ | 9                        | 投                       | C・オスティーン          | 左                       | C・オスティーンJ・ローズボロW・パーカーJ・ラフィーバーJ・ギリアムM・ウィルスL・ジョンソンW・デービスR・フェアリー |
| 先発投手           | 先発投手           | 先発投手           | 投球               | C・パスカルE・バッティD・ミンチャーF・クイリーチH・キルブルーZ・ベルサイエスB・アリソンJ・ノセックT・オリバ | 先発投手                 | 先発投手                 | 先発投手                 | 投球                     | C・オスティーンJ・ローズボロW・パーカーJ・ラフィーバーJ・ギリアムM・ウィルスL・ジョンソンW・デービスR・フェアリー |
| C・パスカル        | C・パスカル        | C・パスカル        | 右                 | C・パスカルE・バッティD・ミンチャーF・クイリーチH・キルブルーZ・ベルサイエスB・アリソンJ・ノセックT・オリバ | C・オスティーン          | C・オスティーン          | C・オスティーン          | 左                       | C・オスティーンJ・ローズボロW・パーカーJ・ラフィーバーJ・ギリアムM・ウィルスL・ジョンソンW・デービスR・フェアリー |

ドジャースは4回、カミロ・パスカルを攻め一死満塁とすると、8番ジョン・ローズボロの2点適時打で先制する。続く5回には二死二塁からルー・ジョンソンの二塁打で1点を追加、6回にもツインズ2番手ジム・メリットからモーリー・ウィルスの二塁打で4－0とした。ドジャース先発クロード・オスティーンはツインズ打線を5安打に抑え完封、ドジャースがシリーズ初勝利を挙げた。
この試合のツインズ先発ラインナップのうち、投手のパスカルと遊撃手のソイロ・ベルサイエス、右翼手のトニー・オリバの3人はキューバ出身である。また、8回表一死一塁の場面では、代打にキューバ出身のサンディー・バルデスピーノが起用された。1試合にキューバ出身選手が4人出場するのは、シリーズ史上最多である。

### 第4戦 10月10日
- ドジャー・スタジアム（カリフォルニア州ロサンゼルス）

|                          | 1 | 2 | 3 | 4 | 5 | 6 | 7 | 8 | 9 | R | H  | E |
| ------------------------ | - | - | - | - | - | - | - | - | - | - | -- | - |
| ミネソタ・ツインズ       | 0 | 0 | 0 | 1 | 0 | 1 | 0 | 0 | 0 | 2 | 5  | 2 |
| ロサンゼルス・ドジャース | 1 | 1 | 0 | 1 | 0 | 3 | 0 | 1 | X | 7 | 10 | 0 |

1. 勝利：ドン・ドライスデール（1勝1敗）
2. 敗戦：マッドキャット・グラント（1勝1敗）
3. 本塁打
MIN：ハーモン・キルブルー1号ソロ、トニー・オリバ1号ソロ
LAD：ウェス・パーカー1号ソロ、ルー・ジョンソン1号ソロ
4. 審判
［球審］エド・スドル（NL）
［塁審］一塁: ボブ・スチュワート（AL）、二塁: エド・バーゴ（NL）、三塁: エディ・ハーリー（AL）
［外審］左翼: トニー・ベンゾン（NL）、右翼: レッド・フラハーティ（AL）
5. 試合時間: 2時間15分  観客: 5万5920人
詳細: MLB.com Gameday / Baseball-Reference.com

| ミネソタ・ツインズ | ミネソタ・ツインズ | ミネソタ・ツインズ | ミネソタ・ツインズ | ミネソタ・ツインズ                                                                                                 | ロサンゼルス・ドジャース | ロサンゼルス・ドジャース | ロサンゼルス・ドジャース | ロサンゼルス・ドジャース | ロサンゼルス・ドジャース                                                                                              |
| ------------------ | ------------------ | ------------------ | ------------------ | --- | ------------------------ | ------------------------ | ------------------------ | ------------------------ | --- |
| 打順               | 守備               | 選手               | 打席               | M・グラントE・バッティD・ミンチャーF・クイリーチH・キルブルーZ・ベルサイエスS・バルデス · ピーノJ・ホールT・オリバ | 打順                     | 守備                     | 選手                     | 打席                     | D・ドライスデールJ・ローズボロW・パーカーD・トレズースキーJ・ギリアムM・ウィルスL・ジョンソンW・デービスR・フェアリー |
| 1                  | 遊                 | Z・ベルサイエス    | 右                 | M・グラントE・バッティD・ミンチャーF・クイリーチH・キルブルーZ・ベルサイエスS・バルデス · ピーノJ・ホールT・オリバ | 1                        | 遊                       | M・ウィルス              | 両                       | D・ドライスデールJ・ローズボロW・パーカーD・トレズースキーJ・ギリアムM・ウィルスL・ジョンソンW・デービスR・フェアリー |
| 2                  | 左                 | S・バルデスピーノ  | 左                 | M・グラントE・バッティD・ミンチャーF・クイリーチH・キルブルーZ・ベルサイエスS・バルデス · ピーノJ・ホールT・オリバ | 2                        | 三                       | J・ギリアム              | 両                       | D・ドライスデールJ・ローズボロW・パーカーD・トレズースキーJ・ギリアムM・ウィルスL・ジョンソンW・デービスR・フェアリー |
| 3                  | 右                 | T・オリバ          | 左                 | M・グラントE・バッティD・ミンチャーF・クイリーチH・キルブルーZ・ベルサイエスS・バルデス · ピーノJ・ホールT・オリバ | 3                        | 中                       | W・デービス              | 左                       | D・ドライスデールJ・ローズボロW・パーカーD・トレズースキーJ・ギリアムM・ウィルスL・ジョンソンW・デービスR・フェアリー |
| 4                  | 三                 | H・キルブルー      | 右                 | M・グラントE・バッティD・ミンチャーF・クイリーチH・キルブルーZ・ベルサイエスS・バルデス · ピーノJ・ホールT・オリバ | 4                        | 右                       | R・フェアリー            | 左                       | D・ドライスデールJ・ローズボロW・パーカーD・トレズースキーJ・ギリアムM・ウィルスL・ジョンソンW・デービスR・フェアリー |
| 5                  | 中                 | J・ホール          | 左                 | M・グラントE・バッティD・ミンチャーF・クイリーチH・キルブルーZ・ベルサイエスS・バルデス · ピーノJ・ホールT・オリバ | 5                        | 左                       | L・ジョンソン            | 右                       | D・ドライスデールJ・ローズボロW・パーカーD・トレズースキーJ・ギリアムM・ウィルスL・ジョンソンW・デービスR・フェアリー |
| 6                  | 一                 | D・ミンチャー      | 左                 | M・グラントE・バッティD・ミンチャーF・クイリーチH・キルブルーZ・ベルサイエスS・バルデス · ピーノJ・ホールT・オリバ | 6                        | 一                       | W・パーカー              | 両                       | D・ドライスデールJ・ローズボロW・パーカーD・トレズースキーJ・ギリアムM・ウィルスL・ジョンソンW・デービスR・フェアリー |
| 7                  | 捕                 | E・バッティ        | 右                 | M・グラントE・バッティD・ミンチャーF・クイリーチH・キルブルーZ・ベルサイエスS・バルデス · ピーノJ・ホールT・オリバ | 7                        | 捕                       | J・ローズボロ            | 左                       | D・ドライスデールJ・ローズボロW・パーカーD・トレズースキーJ・ギリアムM・ウィルスL・ジョンソンW・デービスR・フェアリー |
| 8                  | 二                 | F・クイリーチ      | 右                 | M・グラントE・バッティD・ミンチャーF・クイリーチH・キルブルーZ・ベルサイエスS・バルデス · ピーノJ・ホールT・オリバ | 8                        | 二                       | D・トレズースキー        | 右                       | D・ドライスデールJ・ローズボロW・パーカーD・トレズースキーJ・ギリアムM・ウィルスL・ジョンソンW・デービスR・フェアリー |
| 9                  | 投                 | M・グラント        | 右                 | M・グラントE・バッティD・ミンチャーF・クイリーチH・キルブルーZ・ベルサイエスS・バルデス · ピーノJ・ホールT・オリバ | 9                        | 投                       | D・ドライスデール        | 右                       | D・ドライスデールJ・ローズボロW・パーカーD・トレズースキーJ・ギリアムM・ウィルスL・ジョンソンW・デービスR・フェアリー |
| 先発投手           | 先発投手           | 先発投手           | 投球               | M・グラントE・バッティD・ミンチャーF・クイリーチH・キルブルーZ・ベルサイエスS・バルデス · ピーノJ・ホールT・オリバ | 先発投手                 | 先発投手                 | 先発投手                 | 投球                     | D・ドライスデールJ・ローズボロW・パーカーD・トレズースキーJ・ギリアムM・ウィルスL・ジョンソンW・デービスR・フェアリー |
| M・グラント        | M・グラント        | M・グラント        | 右                 | M・グラントE・バッティD・ミンチャーF・クイリーチH・キルブルーZ・ベルサイエスS・バルデス · ピーノJ・ホールT・オリバ | D・ドライスデール        | D・ドライスデール        | D・ドライスデール        | 右                       | D・ドライスデールJ・ローズボロW・パーカーD・トレズースキーJ・ギリアムM・ウィルスL・ジョンソンW・デービスR・フェアリー |

ドジャースは初回、モーリー・ウィルスの一塁内野安打をきっかけに一死一・三塁とすると、4番ロン・フェアリーの二ゴロで先制。2回にはバント安打で出塁のウェス・パーカーが盗塁と暴投で三塁に進み、7番ジョン・ローズボロのゴロを二塁手フランク・クイリーチが失策し2点目を奪った。ツインズが4回と6回、ドジャースが4回にそれぞれソロ本塁打で加点し、ドジャースの1点リードで試合は6回裏に入る。この回、ドジャースはジム・ギリアムの四球とウィリー・デービスの右前打で無死二・三塁としマッドキャット・グラントを降板に追い込むと、代わったアル・ワーシントンからフェアリーとルー・ジョンソンが連続適時打を放ち、3点を加えて突き放した。ドン・ドライスデールは7回以降は相手打線に得点を許さず完投し、ドジャースが2勝2敗のタイとした。

### 第5戦 10月11日
- ドジャー・スタジアム（カリフォルニア州ロサンゼルス）

|                          | 1 | 2 | 3 | 4 | 5 | 6 | 7 | 8 | 9 | R | H  | E |
| ------------------------ | - | - | - | - | - | - | - | - | - | - | -- | - |
| ミネソタ・ツインズ       | 0 | 0 | 0 | 0 | 0 | 0 | 0 | 0 | 0 | 0 | 4  | 1 |
| ロサンゼルス・ドジャース | 2 | 0 | 2 | 1 | 0 | 0 | 2 | 0 | X | 7 | 14 | 0 |

1. 勝利：サンディー・コーファックス（1勝1敗）
2. 敗戦：ジム・カート（1勝1敗）
3. 審判
［球審］ボブ・スチュワート（AL）
［塁審］一塁: エド・バーゴ（NL）、二塁: エディ・ハーリー（AL）、三塁: トニー・ベンゾン（NL）
［外審］左翼: レッド・フラハーティ（AL）、右翼: エド・スドル（NL）
4. 試合時間: 2時間34分  観客: 5万5801人
詳細: MLB.com Gameday / Baseball-Reference.com

| ミネソタ・ツインズ | ミネソタ・ツインズ | ミネソタ・ツインズ | ミネソタ・ツインズ | ミネソタ・ツインズ                                                                                        | ロサンゼルス・ドジャース | ロサンゼルス・ドジャース | ロサンゼルス・ドジャース | ロサンゼルス・ドジャース | ロサンゼルス・ドジャース                                                                                              |
| ------------------ | ------------------ | ------------------ | ------------------ | --- | ------------------------ | ------------------------ | ------------------------ | ------------------------ | --- |
| 打順               | 守備               | 選手               | 打席               | J・カートE・バッティD・ミンチャーF・クイリーチH・キルブルーZ・ベルサイエスB・アリソンJ・ノセックT・オリバ | 打順                     | 守備                     | 選手                     | 打席                     | S・コーファックスJ・ローズボロW・パーカーD・トレズースキーJ・ギリアムM・ウィルスL・ジョンソンW・デービスR・フェアリー |
| 1                  | 遊                 | Z・ベルサイエス    | 右                 | J・カートE・バッティD・ミンチャーF・クイリーチH・キルブルーZ・ベルサイエスB・アリソンJ・ノセックT・オリバ | 1                        | 遊                       | M・ウィルス              | 両                       | S・コーファックスJ・ローズボロW・パーカーD・トレズースキーJ・ギリアムM・ウィルスL・ジョンソンW・デービスR・フェアリー |
| 2                  | 中                 | J・ノセック        | 右                 | J・カートE・バッティD・ミンチャーF・クイリーチH・キルブルーZ・ベルサイエスB・アリソンJ・ノセックT・オリバ | 2                        | 三                       | J・ギリアム              | 両                       | S・コーファックスJ・ローズボロW・パーカーD・トレズースキーJ・ギリアムM・ウィルスL・ジョンソンW・デービスR・フェアリー |
| 3                  | 右                 | T・オリバ          | 左                 | J・カートE・バッティD・ミンチャーF・クイリーチH・キルブルーZ・ベルサイエスB・アリソンJ・ノセックT・オリバ | 3                        | 中                       | W・デービス              | 左                       | S・コーファックスJ・ローズボロW・パーカーD・トレズースキーJ・ギリアムM・ウィルスL・ジョンソンW・デービスR・フェアリー |
| 4                  | 三                 | H・キルブルー      | 右                 | J・カートE・バッティD・ミンチャーF・クイリーチH・キルブルーZ・ベルサイエスB・アリソンJ・ノセックT・オリバ | 4                        | 左                       | L・ジョンソン            | 右                       | S・コーファックスJ・ローズボロW・パーカーD・トレズースキーJ・ギリアムM・ウィルスL・ジョンソンW・デービスR・フェアリー |
| 5                  | 捕                 | E・バッティ        | 右                 | J・カートE・バッティD・ミンチャーF・クイリーチH・キルブルーZ・ベルサイエスB・アリソンJ・ノセックT・オリバ | 5                        | 右                       | R・フェアリー            | 左                       | S・コーファックスJ・ローズボロW・パーカーD・トレズースキーJ・ギリアムM・ウィルスL・ジョンソンW・デービスR・フェアリー |
| 6                  | 左                 | B・アリソン        | 右                 | J・カートE・バッティD・ミンチャーF・クイリーチH・キルブルーZ・ベルサイエスB・アリソンJ・ノセックT・オリバ | 6                        | 一                       | W・パーカー              | 両                       | S・コーファックスJ・ローズボロW・パーカーD・トレズースキーJ・ギリアムM・ウィルスL・ジョンソンW・デービスR・フェアリー |
| 7                  | 一                 | D・ミンチャー      | 左                 | J・カートE・バッティD・ミンチャーF・クイリーチH・キルブルーZ・ベルサイエスB・アリソンJ・ノセックT・オリバ | 7                        | 二                       | D・トレズースキー        | 右                       | S・コーファックスJ・ローズボロW・パーカーD・トレズースキーJ・ギリアムM・ウィルスL・ジョンソンW・デービスR・フェアリー |
| 8                  | 二                 | F・クイリーチ      | 右                 | J・カートE・バッティD・ミンチャーF・クイリーチH・キルブルーZ・ベルサイエスB・アリソンJ・ノセックT・オリバ | 8                        | 捕                       | J・ローズボロ            | 左                       | S・コーファックスJ・ローズボロW・パーカーD・トレズースキーJ・ギリアムM・ウィルスL・ジョンソンW・デービスR・フェアリー |
| 9                  | 投                 | J・カート          | 左                 | J・カートE・バッティD・ミンチャーF・クイリーチH・キルブルーZ・ベルサイエスB・アリソンJ・ノセックT・オリバ | 9                        | 投                       | S・コーファックス        | 右                       | S・コーファックスJ・ローズボロW・パーカーD・トレズースキーJ・ギリアムM・ウィルスL・ジョンソンW・デービスR・フェアリー |
| 先発投手           | 先発投手           | 先発投手           | 投球               | J・カートE・バッティD・ミンチャーF・クイリーチH・キルブルーZ・ベルサイエスB・アリソンJ・ノセックT・オリバ | 先発投手                 | 先発投手                 | 先発投手                 | 投球                     | S・コーファックスJ・ローズボロW・パーカーD・トレズースキーJ・ギリアムM・ウィルスL・ジョンソンW・デービスR・フェアリー |
| J・カート          | J・カート          | J・カート          | 左                 | J・カートE・バッティD・ミンチャーF・クイリーチH・キルブルーZ・ベルサイエスB・アリソンJ・ノセックT・オリバ | S・コーファックス        | S・コーファックス        | S・コーファックス        | 左                       | S・コーファックスJ・ローズボロW・パーカーD・トレズースキーJ・ギリアムM・ウィルスL・ジョンソンW・デービスR・フェアリー |

ドジャースは初回、先頭のモーリー・ウィルスが二塁打で出塁し次打者ジム・ギリアムの右前打で生還、さらにウィリー・デービスの犠打が三塁手ハーモン・キルブルーの悪送球を誘い、その間に一塁走者ギリアムもホームインし2点を先制する。3回にはルー・ジョンソンとロン・フェアリーの連続適時打で2点を加えジム・カートを降板させた。さらに4回にギリアムの適時打で5－0とすると、7回には二死一・二塁からサンディー・コーファックスとウィルスの連続適時打で7－0とした。コーファックスはツインズ打線を4安打10奪三振に抑え完封、ドジャースが3連勝で優勝に王手をかけた。

### 第6戦 10月13日
- メトロポリタン・スタジアム（ミネソタ州ブルーミントン）

|                          | 1 | 2 | 3 | 4 | 5 | 6 | 7 | 8 | 9 | R | H | E |
| ------------------------ | - | - | - | - | - | - | - | - | - | - | - | - |
| ロサンゼルス・ドジャース | 0 | 0 | 0 | 0 | 0 | 0 | 1 | 0 | 0 | 1 | 6 | 1 |
| ミネソタ・ツインズ       | 0 | 0 | 0 | 2 | 0 | 3 | 0 | 0 | X | 5 | 6 | 1 |

1. 勝利：マッドキャット・グラント（2勝1敗）
2. 敗戦：クロード・オスティーン（1勝1敗）
3. 本塁打
MIN：ボブ・アリソン1号2ラン、マッドキャット・グラント1号3ラン
4. 審判
［球審］エド・バーゴ（NL）
［塁審］一塁: エディ・ハーリー（AL）、二塁: トニー・ベンゾン（NL）、三塁: レッド・フラハーティ（AL）
［外審］左翼: エド・スドル（NL）、右翼: ボブ・スチュワート（AL）
5. 試合時間: 2時間16分  観客: 4万9578人
詳細: MLB.com Gameday / Baseball-Reference.com

| ロサンゼルス・ドジャース | ロサンゼルス・ドジャース | ロサンゼルス・ドジャース | ロサンゼルス・ドジャース | ロサンゼルス・ドジャース                                                                                            | ミネソタ・ツインズ | ミネソタ・ツインズ | ミネソタ・ツインズ | ミネソタ・ツインズ | ミネソタ・ツインズ                                                                                          |
| ------------------------ | ------------------------ | ------------------------ | ------------------------ | --- | ------------------ | ------------------ | ------------------ | ------------------ | --- |
| 打順                     | 守備                     | 選手                     | 打席                     | C・オスティーンJ・ローズボロW・パーカーD・トレズースキーJ・ギリアムM・ウィルスL・ジョンソンW・デービスR・フェアリー | 打順               | 守備               | 選手               | 打席               | M・グラントE・バッティD・ミンチャーF・クイリーチH・キルブルーZ・ベルサイエスB・アリソンJ・ノセックT・オリバ |
| 1                        | 遊                       | M・ウィルス              | 両                       | C・オスティーンJ・ローズボロW・パーカーD・トレズースキーJ・ギリアムM・ウィルスL・ジョンソンW・デービスR・フェアリー | 1                  | 遊                 | Z・ベルサイエス    | 右                 | M・グラントE・バッティD・ミンチャーF・クイリーチH・キルブルーZ・ベルサイエスB・アリソンJ・ノセックT・オリバ |
| 2                        | 三                       | J・ギリアム              | 両                       | C・オスティーンJ・ローズボロW・パーカーD・トレズースキーJ・ギリアムM・ウィルスL・ジョンソンW・デービスR・フェアリー | 2                  | 中                 | J・ノセック        | 右                 | M・グラントE・バッティD・ミンチャーF・クイリーチH・キルブルーZ・ベルサイエスB・アリソンJ・ノセックT・オリバ |
| 3                        | 中                       | W・デービス              | 左                       | C・オスティーンJ・ローズボロW・パーカーD・トレズースキーJ・ギリアムM・ウィルスL・ジョンソンW・デービスR・フェアリー | 3                  | 右                 | T・オリバ          | 左                 | M・グラントE・バッティD・ミンチャーF・クイリーチH・キルブルーZ・ベルサイエスB・アリソンJ・ノセックT・オリバ |
| 4                        | 右                       | R・フェアリー            | 左                       | C・オスティーンJ・ローズボロW・パーカーD・トレズースキーJ・ギリアムM・ウィルスL・ジョンソンW・デービスR・フェアリー | 4                  | 三                 | H・キルブルー      | 右                 | M・グラントE・バッティD・ミンチャーF・クイリーチH・キルブルーZ・ベルサイエスB・アリソンJ・ノセックT・オリバ |
| 5                        | 左                       | L・ジョンソン            | 右                       | C・オスティーンJ・ローズボロW・パーカーD・トレズースキーJ・ギリアムM・ウィルスL・ジョンソンW・デービスR・フェアリー | 5                  | 捕                 | E・バッティ        | 右                 | M・グラントE・バッティD・ミンチャーF・クイリーチH・キルブルーZ・ベルサイエスB・アリソンJ・ノセックT・オリバ |
| 6                        | 一                       | W・パーカー              | 両                       | C・オスティーンJ・ローズボロW・パーカーD・トレズースキーJ・ギリアムM・ウィルスL・ジョンソンW・デービスR・フェアリー | 6                  | 左                 | B・アリソン        | 右                 | M・グラントE・バッティD・ミンチャーF・クイリーチH・キルブルーZ・ベルサイエスB・アリソンJ・ノセックT・オリバ |
| 7                        | 捕                       | J・ローズボロ            | 左                       | C・オスティーンJ・ローズボロW・パーカーD・トレズースキーJ・ギリアムM・ウィルスL・ジョンソンW・デービスR・フェアリー | 7                  | 一                 | D・ミンチャー      | 左                 | M・グラントE・バッティD・ミンチャーF・クイリーチH・キルブルーZ・ベルサイエスB・アリソンJ・ノセックT・オリバ |
| 8                        | 二                       | D・トレズースキー        | 右                       | C・オスティーンJ・ローズボロW・パーカーD・トレズースキーJ・ギリアムM・ウィルスL・ジョンソンW・デービスR・フェアリー | 8                  | 二                 | F・クイリーチ      | 右                 | M・グラントE・バッティD・ミンチャーF・クイリーチH・キルブルーZ・ベルサイエスB・アリソンJ・ノセックT・オリバ |
| 9                        | 投                       | C・オスティーン          | 左                       | C・オスティーンJ・ローズボロW・パーカーD・トレズースキーJ・ギリアムM・ウィルスL・ジョンソンW・デービスR・フェアリー | 9                  | 投                 | M・グラント        | 右                 | M・グラントE・バッティD・ミンチャーF・クイリーチH・キルブルーZ・ベルサイエスB・アリソンJ・ノセックT・オリバ |
| 先発投手                 | 先発投手                 | 先発投手                 | 投球                     | C・オスティーンJ・ローズボロW・パーカーD・トレズースキーJ・ギリアムM・ウィルスL・ジョンソンW・デービスR・フェアリー | 先発投手           | 先発投手           | 先発投手           | 投球               | M・グラントE・バッティD・ミンチャーF・クイリーチH・キルブルーZ・ベルサイエスB・アリソンJ・ノセックT・オリバ |
| C・オスティーン          | C・オスティーン          | C・オスティーン          | 左                       | C・オスティーンJ・ローズボロW・パーカーD・トレズースキーJ・ギリアムM・ウィルスL・ジョンソンW・デービスR・フェアリー | M・グラント        | M・グラント        | M・グラント        | 右                 | M・グラントE・バッティD・ミンチャーF・クイリーチH・キルブルーZ・ベルサイエスB・アリソンJ・ノセックT・オリバ |

ツインズは4回裏、先頭のアール・バッティが相手失策で出塁すると、続くボブ・アリソンの2点本塁打で先制。さらに6回裏、ドジャース2番手ハウィー・リードを攻め立てて二死一・二塁とすると、9番マッドキャット・グラントが左中間に3点本塁打を放ち5－0とする。直後の7回にドジャースはロン・フェアリーのソロ本塁打で1点を返すが、グラントは後続を抑え完投、ツインズが3勝3敗のタイに持ち込んだ。

### 第7戦 10月14日
- メトロポリタン・スタジアム（ミネソタ州ブルーミントン）

|                          | 1 | 2 | 3 | 4 | 5 | 6 | 7 | 8 | 9 | R | H | E |
| ------------------------ | - | - | - | - | - | - | - | - | - | - | - | - |
| ロサンゼルス・ドジャース | 0 | 0 | 0 | 2 | 0 | 0 | 0 | 0 | 0 | 2 | 7 | 0 |
| ミネソタ・ツインズ       | 0 | 0 | 0 | 0 | 0 | 0 | 0 | 0 | 0 | 0 | 3 | 1 |

1. 勝利：サンディー・コーファックス（2勝1敗）
2. 敗戦：ジム・カート（1勝2敗）
3. 本塁打
LAD：ルー・ジョンソン2号ソロ
4. 審判
［球審］エディ・ハーリー（AL）
［塁審］一塁: トニー・ベンゾン（NL）、二塁: レッド・フラハーティ（AL）、三塁: エド・スドル（NL）
［外審］左翼: ボブ・スチュワート（AL）、右翼: エド・バーゴ（NL）
5. 試合時間: 2時間27分  観客: 5万596人
詳細: MLB.com Gameday / Baseball-Reference.com

| ロサンゼルス・ドジャース | ロサンゼルス・ドジャース | ロサンゼルス・ドジャース | ロサンゼルス・ドジャース | ロサンゼルス・ドジャース                                                                                              | ミネソタ・ツインズ | ミネソタ・ツインズ | ミネソタ・ツインズ | ミネソタ・ツインズ | ミネソタ・ツインズ                                                                                        |
| ------------------------ | ------------------------ | ------------------------ | ------------------------ | --- | ------------------ | ------------------ | ------------------ | ------------------ | --- |
| 打順                     | 守備                     | 選手                     | 打席                     | S・コーファックスJ・ローズボロW・パーカーD・トレズースキーJ・ギリアムM・ウィルスL・ジョンソンW・デービスR・フェアリー | 打順               | 守備               | 選手               | 打席               | J・カートE・バッティD・ミンチャーF・クイリーチH・キルブルーZ・ベルサイエスB・アリソンJ・ノセックT・オリバ |
| 1                        | 遊                       | M・ウィルス              | 両                       | S・コーファックスJ・ローズボロW・パーカーD・トレズースキーJ・ギリアムM・ウィルスL・ジョンソンW・デービスR・フェアリー | 1                  | 遊                 | Z・ベルサイエス    | 右                 | J・カートE・バッティD・ミンチャーF・クイリーチH・キルブルーZ・ベルサイエスB・アリソンJ・ノセックT・オリバ |
| 2                        | 三                       | J・ギリアム              | 両                       | S・コーファックスJ・ローズボロW・パーカーD・トレズースキーJ・ギリアムM・ウィルスL・ジョンソンW・デービスR・フェアリー | 2                  | 中                 | J・ノセック        | 右                 | J・カートE・バッティD・ミンチャーF・クイリーチH・キルブルーZ・ベルサイエスB・アリソンJ・ノセックT・オリバ |
| 3                        | 中                       | W・デービス              | 左                       | S・コーファックスJ・ローズボロW・パーカーD・トレズースキーJ・ギリアムM・ウィルスL・ジョンソンW・デービスR・フェアリー | 3                  | 右                 | T・オリバ          | 左                 | J・カートE・バッティD・ミンチャーF・クイリーチH・キルブルーZ・ベルサイエスB・アリソンJ・ノセックT・オリバ |
| 4                        | 左                       | L・ジョンソン            | 右                       | S・コーファックスJ・ローズボロW・パーカーD・トレズースキーJ・ギリアムM・ウィルスL・ジョンソンW・デービスR・フェアリー | 4                  | 三                 | H・キルブルー      | 右                 | J・カートE・バッティD・ミンチャーF・クイリーチH・キルブルーZ・ベルサイエスB・アリソンJ・ノセックT・オリバ |
| 5                        | 右                       | R・フェアリー            | 左                       | S・コーファックスJ・ローズボロW・パーカーD・トレズースキーJ・ギリアムM・ウィルスL・ジョンソンW・デービスR・フェアリー | 5                  | 捕                 | E・バッティ        | 右                 | J・カートE・バッティD・ミンチャーF・クイリーチH・キルブルーZ・ベルサイエスB・アリソンJ・ノセックT・オリバ |
| 6                        | 一                       | W・パーカー              | 両                       | S・コーファックスJ・ローズボロW・パーカーD・トレズースキーJ・ギリアムM・ウィルスL・ジョンソンW・デービスR・フェアリー | 6                  | 左                 | B・アリソン        | 右                 | J・カートE・バッティD・ミンチャーF・クイリーチH・キルブルーZ・ベルサイエスB・アリソンJ・ノセックT・オリバ |
| 7                        | 二                       | D・トレズースキー        | 右                       | S・コーファックスJ・ローズボロW・パーカーD・トレズースキーJ・ギリアムM・ウィルスL・ジョンソンW・デービスR・フェアリー | 7                  | 一                 | D・ミンチャー      | 左                 | J・カートE・バッティD・ミンチャーF・クイリーチH・キルブルーZ・ベルサイエスB・アリソンJ・ノセックT・オリバ |
| 8                        | 捕                       | J・ローズボロ            | 左                       | S・コーファックスJ・ローズボロW・パーカーD・トレズースキーJ・ギリアムM・ウィルスL・ジョンソンW・デービスR・フェアリー | 8                  | 二                 | F・クイリーチ      | 右                 | J・カートE・バッティD・ミンチャーF・クイリーチH・キルブルーZ・ベルサイエスB・アリソンJ・ノセックT・オリバ |
| 9                        | 投                       | S・コーファックス        | 右                       | S・コーファックスJ・ローズボロW・パーカーD・トレズースキーJ・ギリアムM・ウィルスL・ジョンソンW・デービスR・フェアリー | 9                  | 投                 | J・カート          | 左                 | J・カートE・バッティD・ミンチャーF・クイリーチH・キルブルーZ・ベルサイエスB・アリソンJ・ノセックT・オリバ |
| 先発投手                 | 先発投手                 | 先発投手                 | 投球                     | S・コーファックスJ・ローズボロW・パーカーD・トレズースキーJ・ギリアムM・ウィルスL・ジョンソンW・デービスR・フェアリー | 先発投手           | 先発投手           | 先発投手           | 投球               | J・カートE・バッティD・ミンチャーF・クイリーチH・キルブルーZ・ベルサイエスB・アリソンJ・ノセックT・オリバ |
| S・コーファックス        | S・コーファックス        | S・コーファックス        | 左                       | S・コーファックスJ・ローズボロW・パーカーD・トレズースキーJ・ギリアムM・ウィルスL・ジョンソンW・デービスR・フェアリー | J・カート          | J・カート          | J・カート          | 左                 | J・カートE・バッティD・ミンチャーF・クイリーチH・キルブルーZ・ベルサイエスB・アリソンJ・ノセックT・オリバ |

ジム・カートとサンディー・コーファックスの3度目の顔合わせで始まった第7戦は、4回表にドジャース先頭のルー・ジョンソンが左翼ポール直撃の先制ソロ本塁打を放つ。続くロン・フェアリーが二塁打で出塁すると、ウェス・パーカーの右前打でフェアリーが生還し2－0となる。ここでカートが降板し、ツインズは継投でドジャースの追加点を阻むが、打線はコーファックスの前に8回まで2安打と封じ込まれる。9回裏、ツインズは一死からハーモン・キルブルーがチーム3本目の安打を放つが、コーファックスは続くアール・バッティを3球三振に打ち取ると、最後はボブ・アリソンを空振り三振に仕留め2試合連続の完封勝利。ドジャースが2年ぶりに優勝を果たした。